# كلير مالكوم
كلير مالكوم (بالإنجليزية: Claire Malcolm)‏ هي مصممة بريطانية، ولدت في 27 يونيو 1982 في لندن في المملكة المتحدة.